# Famille de Roncas
La famille de Roncas, en latin de Roncassi, est une famille noble valdôtaine.

## Histoire
La famille de Roncas, originaire du district d'Entremont, doit son nom au mont Roncasso, dans l'Apennin ligure.[réf. nécessaire]
Selon Jean-Baptiste de Tillier, Claude Roncas, arrière-grand-père de Pierre-Léonard de Roncas, s'installe en Vallée d'Aoste au début du XVIe siècle et prête allégeance à la maison de Savoie, suivi par son fils héritier Laurent.
Au XVe siècle, les Roncas s'installent au Châtel-Argent.[réf. nécessaire]

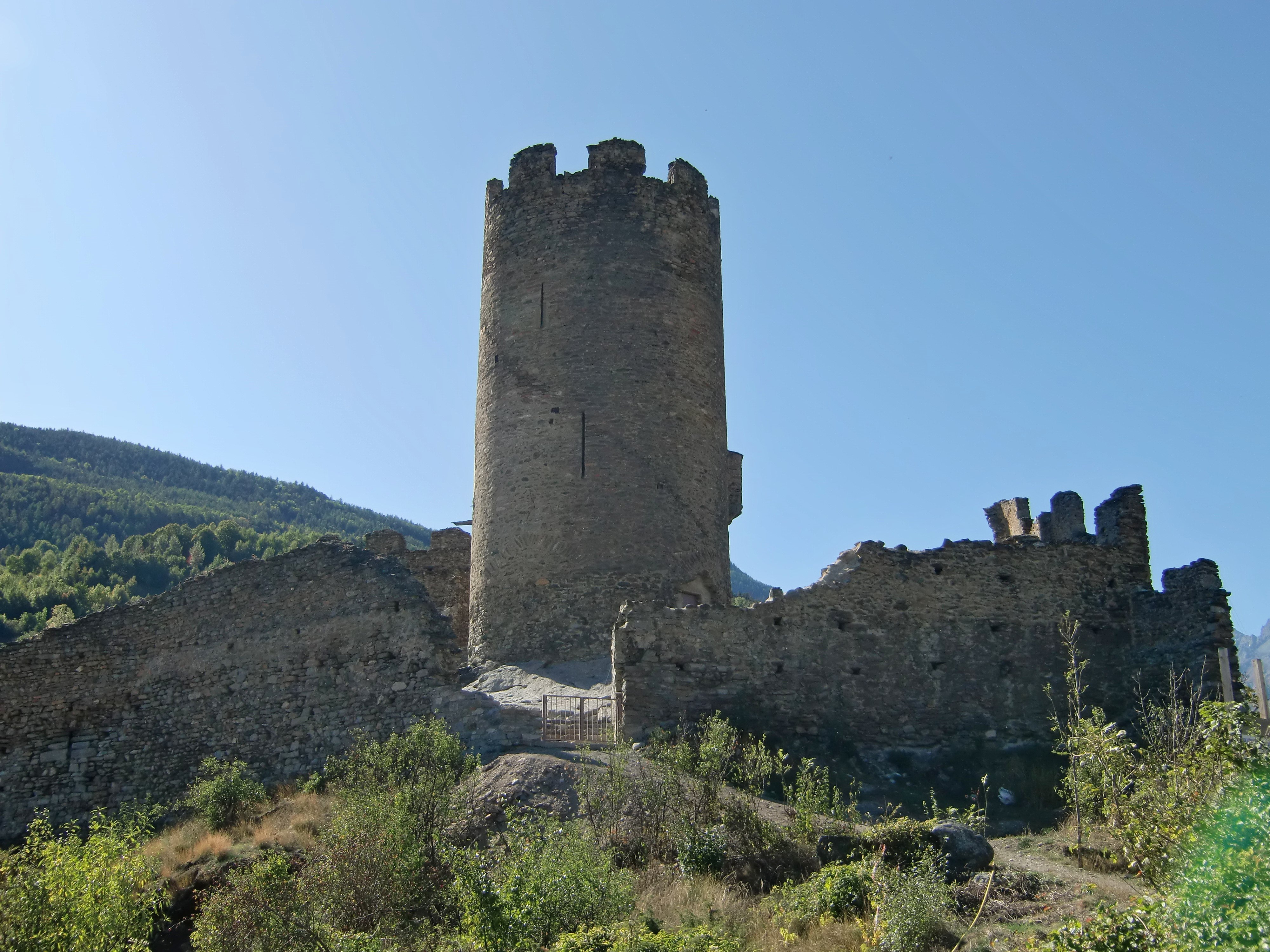
Le donjon du Châtel-Argent.

En 1634, les Roncas reçoivent le fief de Cly de la maison de Savoie.[réf. nécessaire]
La famille se transfère ensuite à Chambave. De nouvelles branches se créent grâce aux mariages des filles de Pierre-Philibert :
- Jeanne-Marie-Christine de Roncas (1650-1680), fille aînée de Pierre-Philibert, épouse Sigismond de Murat, baron de La Croix. De leur union naît Christine Roncas-Murat de La Croix ;
- Marie-Marguerite de Roncas (1656-1688), deuxième fille de Pierre-Philibert, épouse de Carlo Giuseppe Bergera, et ensuite de François d’Oncieu, qui génère l'héritage de Bergera-d’Oncieu.

Le texte conservé aux Archives historiques régionales valdôtaines concernant l'investiture de Pierre-Léonard de Roncas à baron de Châtel-Argent le 18 février 1598 par Charles-Emmanuele I de Savoie établit que : « dict declaré et ordonné disons declarons et ordonnons voullons et nous plaict que le rang et jeanté que tant luy que ses successeurs seig.rs de Chastelargent aurons par cy apres a tenir riere nostre Duché d’Aouste tant en assemblées publiques conseil... conoissances que aultres quelconques soit immediatement apres le moderne Seig. de Cly ».

## Hommages

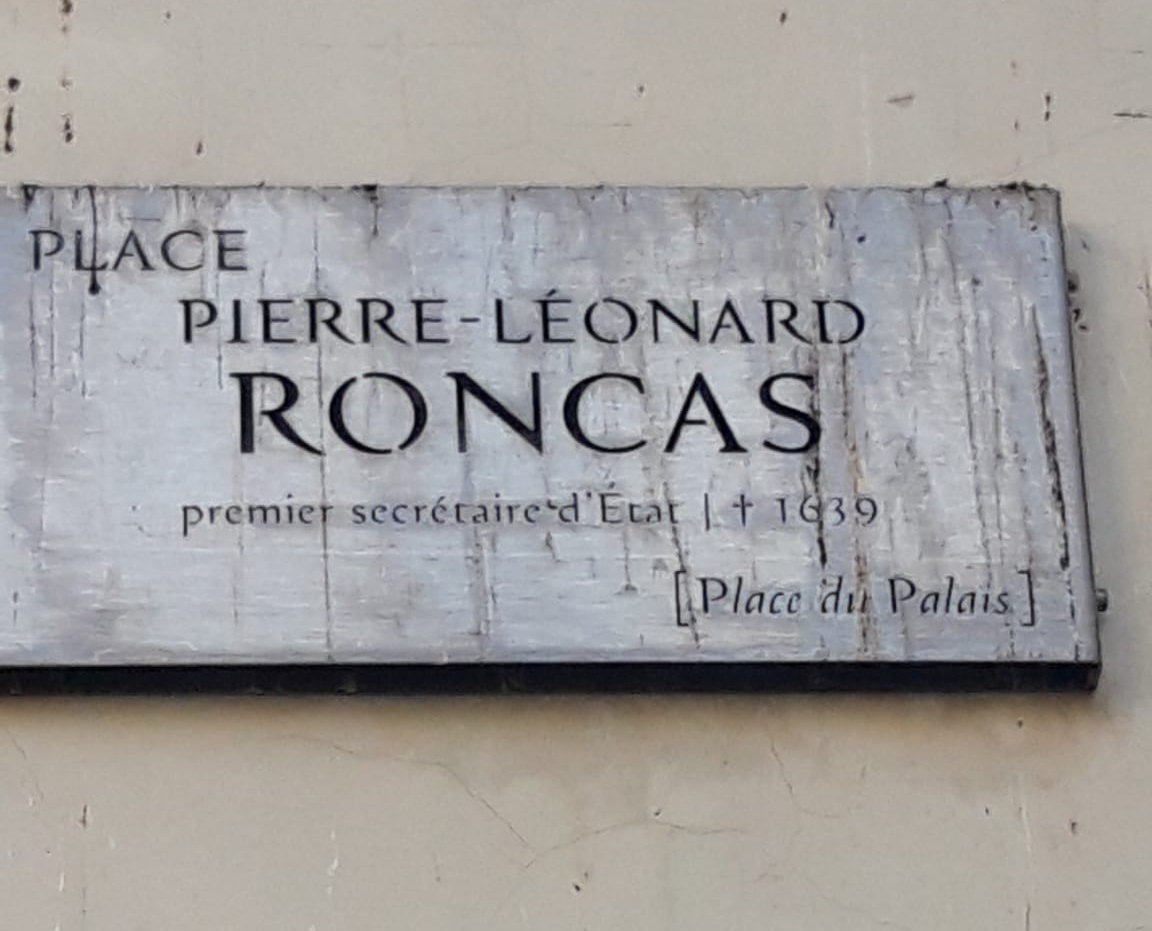
Place Pierre-Léonard Roncas, à Aoste.

La place devant le Musée archéologique régional à Aoste porte le nom de Pierre-Léonard de Roncas.
La place principale de Chambave est dédiée à la famille de Roncas.